# Список лауреатів нагород Американської кіноакадемії, пов'язаних з Україною
Співзасновником премії «Оскар» є уродженець Луїс Барт Маєр, а ціла низка інших вихідців з України ставали лауреатами нагород Американської кіноакадемії. Вище за текстом наведено їх перелік:
- Пол Муні (1937)[1][2]
- Варвара Каринська[3][4] (1949)
- Сергій Бондарчук[5] (1969)
- Євген Мамут[6][7][8] (1987)
- Анатолій Кокуш[9] (2006)
- Олена Андрейчева[10][11] (2020)
- Мстислав Чернов (2024)[12],

Крім того, чимало нащадків вихідців з України також ставали лауреатами премії «Оскар», зокрема:
- Дейвід Селзнік[13] (1940, 1941)
- Семюел Голдвін (1947)
- Волтер Метгау[14] (1967)
- Барбра Стрейзенд[15]  (1968)
- Стенлі Кубрик[16] (1969)
- Квітка Цісик[17] (1978) (через інтриги режисера фільму Джозефа Брукса премію на церемонії за заспівану Цісик пісню отримала інша співачка)
- Майкл Даґлас (1987)[18]
- Дастін Гоффман (1988)[19][20][21]
- Вупі Голдберг[22] (1991)
- Джек Пеланс[23][24] (1992)
- Стівен Спілберг[25][26] (1994)
- Микита Михалков (1995) (особа перебуває в санкційних списках України)
- Жульєт Бінош (1997)
- Наталі Портман[27] (2010)
- Леонардо Ді Капріо (2016)[19]